# 三国志孔明传
《三國志孔明傳》是由日本光荣公司于1996年4月推出，作为《三国志英杰传》续作在Windows上的一款战棋游戏。游戏于1997年由第三波公司汉化并在中国发行。游戏其后移植到PlayStation、SEGA Saturn、Game Boy Advance上，游戏机版本与家用电脑版本延续了前作就存在的系统差异，形成两类不尽相同的游戏。

## 剧情
游戏以诸葛亮为主角，依照《三国演义》的情节描绘由初出茅庐到星落五丈原的故事。但若玩家努力，也能够进入完成北伐宏願的假想结局。
游戏机版本加入了救活庞统、关羽的特殊剧情，以及孔明谋反的支线结局。

## 版本差异
在本作的游戏机版本中战斗画面采取了切换特写，而Microsoft Windows版本则直接在大地图进行，恰好与和前作《英杰传》相反。在Microsoft Windows、PlayStation、SEGA Saturn版本中武将的单挑采用过场动画表示，而Game Boy Advance版本则使用类似于超级任天堂版《英杰传》的卡通动画。
相较于Microsoft Windows版本，游戏机版本的策略和物品更为丰富，其策略效果受地形和天气的影响，策略虽可使用但效果会受到严重削弱。而Microsoft Windows版本的策略受天气和地形的影响可能会直接不能使用。
在兵种方面，游戏机版本增加了“军师将军”，弓骑兵系取消了连弩骑兵，贼兵系恢复为三级。
与Microsoft Windows版不同的是，物品获得后会放入仓库，这一改动也造成了最后一战前的宝物库物品无法使用。Game Boy Advance版本增加二周目概念，可以继承前一周目的物品，算是解决了此一问题。
《孔明传》的家用电脑版本是整个英杰传系列中唯一有难度选择的版本，难度共有三种，会影响AI模式与初始的孔明寿命。
初级AI模式不会使用策略，只会攻击最近的目标；中级AI模式会使用攻击型策略，会攻击防御力较弱的目标；而高级AI模式除了会使用各种策略，还会考虑到遭到反击的情况。
游戏中代表孔明寿命的红心A值决定着最终结局，每一战开始时A值都要减1。A值减为0进入星落五丈原结局。Microsoft Windows版中A值具体情况游戏中可以通过诸葛亮的资料界面查看，每10点用半个红心表示，91以上为五个红心；但游戏机版本的红心数量无法在游戏中直接查看。